# لایتا
لایتا (Lajta؛ Leitha) یک رود در اتریش و مجارستان و انشعاب راست دانوب است. این رود ۱۲۰.۸ کیلومتر است و اگر منبع آن که رود شوارزا است اضافه شود، طول آن به ۱۶۸.۵ کیلومتری می‌رسد. اندازه حوضه این رود ۲٬۱۳۸ کیلومترمربع است.